# Cascade de Miraumont
La cascade de Miraumont est une chute d'eau du massif des Vosges située sur la commune française de Saint-Étienne-lès-Remiremont.

## Géographie
La cascade de Miraumont est située à Saint-Étienne-lès-Remiremont à proximité de la chapelle Sainte-Claire appartenant à la famille Dinkel. Elle est cependant accessible par un sentier balisé par le Club vosgien. En bas, le sentier part de la ferme de Milleraumont, aujourd'hui Miraumont (415 m) situé derrière l'escadron de gendarmerie mobile, il longe la cascade en montant et amène au secteur Saint-Romary (490 m). La cascade se trouve sur le ruisseau de Seux, un affluent de la Moselle. Son eau provient du massif du Fossard, plus précisément des versants du Saint-Mont et des secteurs Lambergoutte et Croix de Saint-Arnould.

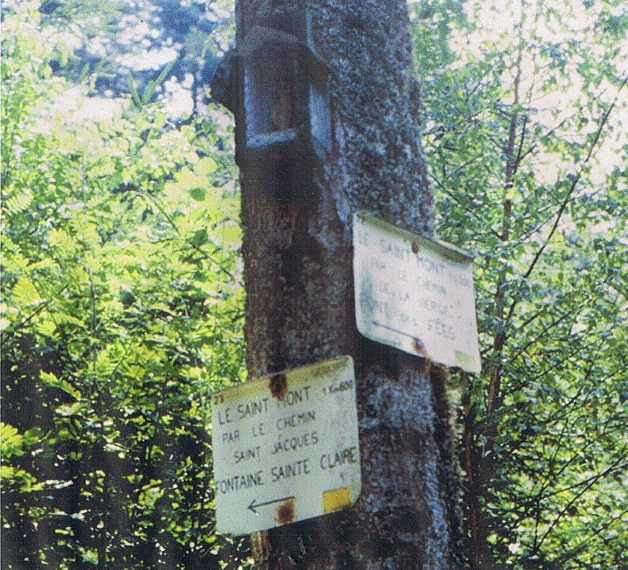
Signalisation du Club Vosgien

Le ruisseau de Seux né dans le Fossard à l'Épinette passe par la cascade de Miraumont avant de courir parallèlement à la Moselle jusqu'en aval de Seux à travers le Fossard et rejoint la Moselle entre Saint-Étienne-lès-Remiremont et Saint-Nabord,,.
Un petit pont, construit en béton armé par le groupe d'éclaireurs de France, en 1969, et restauré au début des années 1980 par Hubert Gravier, propriétaire de la ferme de Miraumont, a permis de rétablir le circuit de randonnées du Club vosgien qui signale différents parcours dont celui vers le Saint-Mont.

## Géologie
La cascade est apparue il y a 60 millions d'années à l'époque de la poussée des Alpes. C'est l'effondrement d'une partie de la roche granitique qui a formé une cascade d'une vingtaine de mètres de hauteur.

## Le stockage de l'eau potable à Miraumont
L’eau potable de la commune est stockée dans trois réservoirs semi-enterrés, dont celui de Miraumont qui a une capacité de 400 m3 et alimente le réservoir de Seux.